# Julie Vanloo
Julie Vanloo, née le 10 février 1993 à Ostende (Belgique), est une joueuse belge de basket-ball évoluant au poste de meneuse.

## Biographie

### En club
Formée aux Blue Cats d’Ypres, Julie Vanloo rejoint les rangs de Declercq Stortbeton Waregem pour la saison 2009-2010 remportant un titre de championne de Belgique sous la conduite de Daniel Goethals en 2011. Au début de l'été, elle décide de s'engager à Iowa State, mais la NCAA lui impose d'attendre un an pour rejoindre les Cyclones et elle reste donc à Waregem pour 2011-2012. Après une nouvelle saison 2012-2013 à Waregem avec qui elle tourne à 15,4 points, 2,1 rebonds et 1,6 passe décisive cette saison en 25 rencontres de championnat et 8,3 points et 1,7 passe décisive en Eurocoupe, elle choisit en avril 2013 de rejoindre l'équipe française de l'USO Mondeville.
Après la saison 2014-2015, elle signe en Suède à Northland Basket. Après une saison en Italie, elle joue en 2017 à Istanbul Universitesi (1 victoire pour 10 défaites) pour 9,8 points et 5 passes décisives en moyenne par match et 6,8 points et 4,2 passes décisives en moyenne à 25% aux tirs en Eurocoupe pour une seule victoire.
En décembre 2017, elle évolue avec le club LFB de Lyon ASVEL pour remplacer Ingrid Tanqueray blessée. Elle ne disputera que 5 matchs de LFB, pour 6,6 points à 37,2% de réussite aux tirs et 3,2 passes décisives, le club ayant engagé une nouvelle joueuse étrangère, ce qui la prive de possibilité de jeu ce qui la conduit à être libérée prématurément par le club.

### Équipe nationale
Avec Emma Meesseman, elle conduit les équipes de jeunes Belges à des résultats sans précédent, notamment une cinquième place en 2008 et en 2009 une médaille d'argent et elle est désignée dans le cinq idéal de ces deux dernières compétitions,. En 2010, les Belges prennent la quatrième place au Mondial cadettes.
International seniore depuis 2009, elle dispute les qualifications de l'Euro 2009 et de l'Euro 2011.
Elle est élue dans le meilleur cinq de l'Euro juniors 2011, remporté par la Belgique avec 14,9 points, 3,3 rebonds et 3,6 passes.
Elle remporte la médaille de bronze des championnats d'Europe 2017 en République tchèque et 2021 en France et Espagne.
Elle remporte la médaille d'or des championnats d'Europe 2023 et est élue dans le meilleur cinq du tournoi.

## Distinctions personnelles
- Meilleur cinq de l'Euro cadettes 2008[10]
- Meilleur cinq de l'Euro cadettes 2009[11]
- Meilleur cinq de l'Euro juniors 2011[13]
- Meilleur cinq du championnat d'Europe 2023
- Second cinq des Jeux olympiques de 2024[16]

## Palmarès
Sélection nationale
- 5e place de l'Euro Cadettes (U16) en 2008
- place du Mondial Cadettes (U16) en 2009
- 4e place du Mondial Cadettes (U17) en 2010
- Euro juniors (U18) en 2011[13]
- Médaille de bronze au championnat d'Europe 2017 en Tchéquie[15]
- Médaille de bronze au championnat d'Europe 2021 en France et Espagne
- Médaille d'or au championnat d'Europe 2023 en Slovénie et Israël
- Médaille d'or au championnat d'Europe 2025 en Grèce

Club
- Championne de Belgique 2011